# Baden (district, Oostenrijk)
Het politieke district Bezirk Baden in de Oostenrijkse deelstaat Neder-Oostenrijk bestaat uit een aantal gemeenten.

## Gemeenten en bijbehorende plaatsen
- Alland
  - Glashütten, Groisbach, Holzschlag, Maria Raisenmarkt, Mayerling, Rohrbach, Schwechatbach, Untermeierhof, Windhaag
- Altenmarkt an der Triesting
  - Altenmarkt an der Triesting, Klein-Mariazell, Nöstach, Sulzbach, Thenneberg
- Baden
- Bad Vöslau
  - Bad Vöslau, Gainfarn, Großau
- Berndorf
  - Berndorf-Stadt, St.Veit, Ödlitz, Veitsau/Steinhof
- Blumau-Neurißhof
  - Blumau
- Ebreichsdorf
  - Ebreichsdorf, Schranawand, Unterwaltersdorf, Weigelsdorf
- Enzesfeld-Lindabrunn
- Furth an der Triesting
  - Aggsbach, Dürntal, Ebeltal, Eberbach, Furth, Guglhof, Hof, Maierhof, Niemtal, Rehgras, Steinwandgraben
- Günselsdorf
- Heiligenkreuz bei Baden
  - Füllenberg, Heiligenkreuz, Preinsfeld, Sattelbach, Siegenfeld
- Hernstein
  - Aigen, Alkersdorf, Grillenberg, Hernstein, Kleinfeld, Neusiedl, Pöllau
- Hirtenberg
- Klausen-Leopoldsdorf
- Kottingbrunn
- Leobersdorf
- Mitterndorf an der Fischa
- Oberwaltersdorf
- Pfaffstätten
  - Einöde, Pfaffstätten
- Pottendorf
  - Landegg, Pottendorf, Siegersdorf, Wampersdorf
- Pottenstein
  - Fahrafeld, Grabenweg, Pottenstein
- Reisenberg
- Schönau an der Triesting
  - Dornau, Schönau an der Triesting, Siebenhaus
- Seibersdorf
  - Deutsch-Brodersdorf, Seibersdorf
- Sooß
- Tattendorf
- Teesdorf
- Traiskirchen
  - Möllersdorf, Oeynhausen, Traiskirchen, Tribuswinkel, Wienersdorf
- Trumau
- Weißenbach an der Triesting
  - Gadenweith, Kienberg, Neuhaus, Schwarzensee, Weissenbach an der Triesting